# 소카르파티아산맥

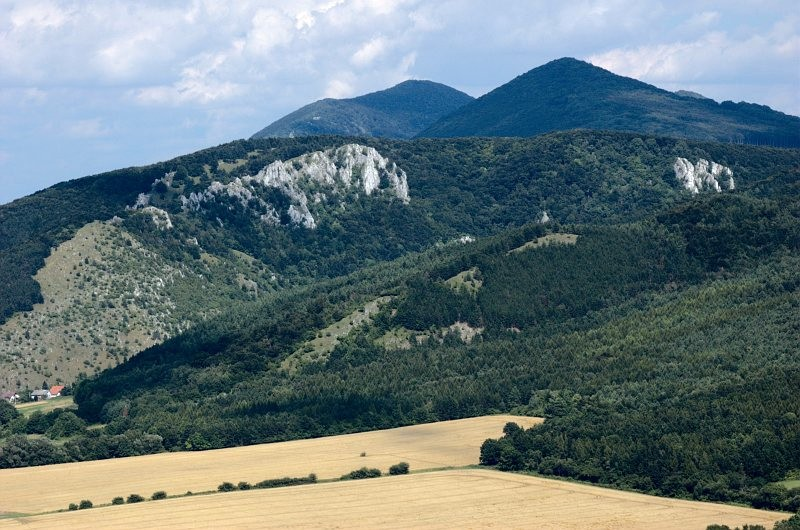
소카르파티아산맥

소카르파티아산맥(슬로바키아어: Malé Karpaty 말레카르파티, 독일어: Kleine Karpaten 클라이네카르파텐[*], 헝가리어: Kis-Kárpátok 키슈카르파토크[*])은 슬로바키아와 오스트리아 사이에 걸쳐 있는 산맥이다.
카르파티아산맥의 일부를 형성하며 슬로바키아 서부(슬로바키아의 수도인 브라티슬라바 포함), 오스트리아 북동부 사이에 걸쳐 있다. 소카르파티아산맥의 주요 봉우리로는 자루비봉(Záruby, 높이 768m), 비소카봉(Vysoká, 높이 754m), 바펜나봉(Vápenná, 높이 752m)이 있다. 1976년에는 슬로바키아의 경관 보전 지역(면적 646.1km2)으로 지정되었으며 다양한 식물상과 동물상, 오랜 역사를 가진 성들로 유명하다.